# Хьюз, Гленн (Village People)
Гленн Мартин Хьюз (англ. Glenn Martin Hughes, 18 июля 1950 — 4 марта 2001) — танцор в диско-группе Village People с 1977 по 1995 гг., обычно носивший костюм «байкера». Окончил в 1968 среднюю школу Chaminade, затем поступил в Manhattan College, где он был членом музыкального сообщества Phi Mu Alpha Sinfonia, позже работал в качестве дежурного на Brooklyn-Battery Tunnel, тогда же он откликнулся на объявление композитора Жака Морали, который искал «мачо» певца с усами. Хьюз и другие члены группы прошли интенсивный курс с синхронизированной хореографией, что позже было видно в их живых выступлениях.
Мощный бас Гленна сыграл важную роль в почти во всех самых известных хитах группы, к примеру In The Navy. Он носил экстравагантные густые усы в форме подковы и кожаную одежду на сцене и в жизни, вследствие чего за Хьюзом закрепилось прозвище-псевдоним «Человек в коже». Соответственно, в группе он изображал «байкера» и им же был в реальной жизни, фанатиком мотоциклов, его мотоцикл всегда был припаркован у него во дворе. С Village People Гленн стал известным и был одной из икон эпохи диско, даже появлялся в специальном телевизионном эфире в Playboy Mansion с Хью Хефнером. Хьюз был в списке самых красивых людей журнала People в 1979 году.
В 1995 году он ушёл из группы и запустил своё собственное успешное шоу в нью-йоркском кабаре, в котором он был менеджером до тех пор, пока ему не был поставлен диагноз последней стадии рака лёгких. Он сильно злоупотреблял табакокурением, что и стало причиной смертельного диагноза. В Village People он был заменён Эриком Анзалоне, который принял образ «байкера». Однако после своего ухода из группы Хьюз продолжал поддерживать контакты с руководством группы. В последние годы своей жизни Гленн очень много ездил по улицам Нью-Йорка на своём сделанном на заказ Harley-Davidson..
Гленн Мартин Хьюз умер 4 марта 2001 в возрасте 50 лет в своей квартире на Манхэттене. Последним желанием Гленна было, чтобы его похоронили в образе «человека в коже» (его образ на сцене, кожаные штаны, цепи, кожаная кепка, кожаная куртка), что и было сделано.
Дэвид Ходо (участник группы The Village People): Я не хотел что-то просить у Гленна, потому что я знал — он бросит всё, чтобы помочь мне. Он был действительно элегантным и очень добрым человеком Наша жизнь уже не станет такой, какой она были при Гленне. Нам его будет очень не хватать..
Митч Вайс (менеджер группы): Гленн поддерживал контакт более с 3500 фанатов Village People по e-mail. Он безумно обожал эту связь. Хотя он не был с нами на гастролях, но он всегда был частью нас.
Синди Хьюз (сестра): Гленн был талантлив во многих вещах и мог заставить вас смеяться даже в худший день… Его находчивость, потрясающие танцы и сказочный голос были его торговыми марками.
У Глена остались родители и сестра.
Гленн Мартин Хьюз был похоронен на кладбище Saint Charles Cemetery (Section 43, Row M, Plot 63), Farmingdal, Long Island, New York.